# Callobius hyonasus
Callobius hyonasus là một loài nhện trong họ Amaurobiidae.
Loài này thuộc chi Callobius. Callobius hyonasus được miêu tả năm 1972 bởi Leech.